# Лета Ацилия
«Лета Ацилия» (фр. Læta Acilia) — новелла французского писателя Анатоля Франса, опубликованная в 1888 году. В 1889 году была включена в авторский сборник «Валтасар».
Действие новеллы происходит в I веке в Массилии. Заглавная героиня — жена римского всадника, которая встречает группу беженцев-христиан во главе с Марией Магдалиной. Та рассказывает ей о своём боге и обещает исполнение заветного желания: Лета Ацилия сможет стать матерью и тогда тоже обратится к Христу. Спустя полгода происходит новая встреча. Лета Ацилия уже беременна, Мария рассказывает ей больше о христианстве и об Иисусе. Однако Лета понимает, что новая религия разрушит её душевный покой, и прогоняет Марию.
«Лета Ацилия» была впервые опубликована 1 апреля 1888 года в газете Temps. В 1889 году Франс включил её в сборник «Валтасар». В этой новелле проявился интерес писателя к эпохе, когда произошло столкновение античного язычества с ранним христианством. Франс противопоставляет простодушной и добродетельной язычнице, оберегающей свою наполненную радостью жизнь, мрачную, экзальтированную христианку, которая не понимает, что в основе её религиозного чувства лежит эротическое влечение. Вводя этот мотив и объединяя двух Марий (Магдалину и сестру Лазаря), писатель открыто пародирует евангельское предание. В итоге его новелла оказывается ближе к философской повести, чем к христианской легенде.